# Глодари
Глодари (лат. Rodentia) су највећи ред сисара, која је карактерисана једним паром непрекидно растућих секутића у горњој и доњој вилици. Ова група броји око 2.270 врста, што чини око 42% свих врста сисара. Живе широм света у разноврсним животним условима. У огромним бројевима су присутни на свим континентима, изузев Антарктика. Њихова величина варира од 6 cm дужине и 7 g масе (афрички патуљасти миш) до 130 cm дужине и 45 kg масе (капибара), али је већина врста релативно мала, дужине између 8 и 35 cm.
Врсте могу да буду арбореалне, фосоријалне (ријуће), или семиакватичне. Неки од добро познатих глодара су мишеви, пацови, веверице, преријски пси, бодљикави прасићи, даброви, морски прасићи, хрчци, Gerbillinae и капибари. Друге животиње као што су кунићи, зечеви, и пикови, чији секутићи исто тако константно расту, су се некад сматрали глодарима, али се у данашње време сматрају засебним редом, Lagomorpha. Без обзира на то, Rodentia и Lagomorpha су сестрињске групе, које имају најближег древног заједничког претка и формирају кладус Glires.
Већина глодара су мале животиње са робусним телом, кратким удовима и дугим репом. Они користе своје оштре секутиће да глођу храну, ископавају јазбине, и за самоодбрану. Већина глодара једе семење или други биљни материјал, док неки од њих имају разноврснију исхрану. Они имају тенденцију да буду друштвене животиње и многе врсте живе у друштвима са комплексним видовима међусобне комуникације. Парење између глодара може да варира од моногамије, до полигиније, до промискуитета. Многи имају легла са неразвијеним младунцима, док су младунци других предруштвени (релативно добро развијени) при рођењу.
Глодарски фосилни рекорди датирају из Палеоцена на суперконтиненту Лауразија. Разноврсност глодара је знатно порасла током Еоцена, с њиховим ширењем по континентима, понекад чак и прелазећи океане. Глодари су досегли Јужну Америку и Мадагаскар из Африке, и они су једини копнени плацентални сисари који су доспели до и колонизовали Аустралију.
Глодари су кориштени као храна, за израду одела, као кућни љубимци, и као лабораторијске животиње у истраживањима. Неке врсте, а посебно смеђи пацов, црни пацов, и кућни миш, су озбиљне штеточине, које једу и упропаштавају ускладиштену храну, и шире болести. Случајно уведене врсте глодара се често сматрају инвазивним, и изазвале су изумирање бројних других врста, као што су острвске птице, претходно изоловане од копнених предатора.

## Карактеристике
Препознатљива карактеристика глодара је њихов пар непрестано растућих секутића, који су оштри попут жилета. Ти секутићи имају дебеле слојеве глеђи с предње стране и мало глеђи са задње стране. Пошто они не престају са растом, животиња мора да настави да их хаба, да не би досегли или пробушили лобању. Како се секутићи тару једни уз друге, мекши дентин са задње стране зуба се истроши, остављајући оштру ивицу од глеђи наоштрену као оштрица длета. Већина врста има до 22 зуба, и немају очњаке, ни антериорне преткутњаке. Размак, или дијастема, се јавља између секутића и образних зуба код већине врста. То омогућава глодарима да увуку своје образе или усне да би заштитили своја уста и грло од дрвене струготине и другог нејестивог материјала, одбацујући тај отпад са страна својих уста. Чинчиле и морски прасићи имају високо-влакнасту дијету; њихови кутњаци немају корена и расту константно као и њихови секутићи.
Код многих врста, кутњаци су релативно велики, имају комплексну структуру, и знатно су зашиљени или гребенасти, мада неке врсте, као што су Pseudohydromys, имају мање и једноставније кутњаке. Глодарски кутњаци су веома подесни за млевење хране у мале честице. Њихове виличне мускулатуре су јаке. Доња вилица се потискује ка напред при глодању и повлачи се уназад током жвакања. Групе глодара се разликују по њиховом аранжману вилични мишића и асоцираних структура лобање, у односу на друге сисаре, као и међу собом. Врсте подреда , као што је источна сива веверица, имају велики дуги масетерични мишић, те ефективно гризу својим секутићима. Мишолики глодари, као што је смеђи пацов, имају издужене слепоочне мишиће, што им даје способност да снажно жваћу својим кутњацима. Врсте подреда , као што је заморац, имају веће површинске масетеричне мишиће и мање дубоке масетеричне мишиће у односу на пацове или веверице, те су вероватно мање ефикасни при грижењу секутићима, међутим њихови повећани унутрашњи птеригоидни мишићи им омогућавају да покрећу вилицу у већој мери на стране при жвакању. Образна врећица је специфично морфолошко својство кој3 се користи за задржавање хране, а евидентна је код појединих подгрупа глодара као што су кенгурски пацови, хрчци, веверице и гофери, који имају две врећице које могу да буду у опсегу од уста до почетка рамена. Прави мишеви и пацови немају те структуре, мада су њихови образи еластични услед високог степена мускулатуре и нерватуре у региону.
Док највеће врсте глодара, као што је капибара, могу да теже и до 66 kg (146 lb), већина глодара тежи мање од 100 g (3,5 oz). Најмањи глодар је балучистански пигмејски скочимиш (Salpingotulus michaelis), који је у просеку само 4,4 cm (1,7 in) дуг, и чије одрасле женке теже само 3,75 g (0,132 oz). Глодари се одликују широким опсегом морфологија, мада типично имају здепаста тела и кратке удове. Предњи удови обично имају пет прстију, укључујући одвојени палац, док задњи удови имају три до пет прстију. Лактови дају подлактицама велику флексибилност. Агути је брзоног и налик на антилопу, пошто је дигитиградан и има нокте који подсећају на потковице. Већина глодара има репове, који могу да имају мноштво облика и величина. Неки репови су прехенсилни, као што је случај код евроазијског жетвеног миша, и крзно репова може да варира од жбунастог до потпуно голог. Реп се понекад користи за комуникацију, као кад даброви пљесну њихове репове на површину воде или кућни мишеви клепећу својим реповима да индицирају аларм. Неке врсте имају закржљале репове или уопште немају репове. Код неких врста, реп има способност регенерације, ако је део откинут.
Глодари генерално имају добро развијена чула мириса, слуха и вида. Ноћне врсте често имају повећане очи, а неки су осетљиви на ултраљубичасту светлост. Многе врсте имају дугачке, сензитивне бркове или вибрусе за додир или „вискирање“. Неки глодари имају образне врећице, које могу бити обложене крзном. Оне се могу окренути наопачке ради чишћења. Код многих врста, језик не може да досегне изван секутића. Глодари имају ефективан систем за варење, којим апсорбују скоро 80% унесене енергије. Кад једу целулозу, храна се омекшава у стомаку и одлаже у црева, где је бактерије редукују до њених угљено хидратних елемената. Глодари затим практикују копрофагију, једући своје сопствене фекалне куглице, тако да нутријенти могу да буду апсорбовани у цревима. Глодари стога често производе тврде и суве фекалне куглице. Код многих врста, пенис садржи кост, бакулум; тестиси могу бити лоцирани било у абдомену или на препонама.
Полни диморфизам се јавља код многих глодарских врста. Код неких глодара, мужјаци су већи од женки, док је код других обрнуто случај. Полни диморфизам са мушким бајасом је типичан за Marmotini врсте веверица, кенгурске пацове, самотњачке кртичасте пацове, и гофере; вероватно се развио услед полне селекције и израженијих борби међу мужјацима. Полни диморфизам са женским бајасом постоји међу бурундуцима и скочимишима. Разлог ове појаве није разјашњен, мада је могуће да су у случају жутоборске веверице, мужјаци изабирали веће женке ради њиховог већег репродуктивног успеха. Код неких врста, као што је то код волухарица, полни диморфизам може да варира од популације до популације. Код шумских волухарица, женке су типично веће од мужјака, док се полни диморфизам са мушким бајасом може јавити код планинских популација, вероватно због недостатка предатора и веће конкуренције између мужјака.
Разноврсност карактеристика глодара је велика, понекад чак и код блиско сродних врста. Карактеристике неколико глодара су дате у следећој табели.
| Врсте                          | Максимална дуговјечност година († у заточеништву) | маса одрасле јединке грами | Гестација дана | Окота годишње | Величина просечног окота |
| ------------------------------ | ------------------------------------------------- | -------------------------- | -------------- | ------------- | ------------------------ |
| Кућни миш (Mus musculus)                   | 4.0†                                              | 20                         | 19             | 5.4           | 5.5 (3 до 12)            |
| Голо слепо куче (Heterocephalus glaber)             | 31.0                                              | 35                         | 70             | 3.5           | 11.3                     |
| Црни пацов ()                  | 4.0†                                              | 200                        | 21             | 4.3           | 7.3 (6 до 12)            |
| Смеђи пацов ()                 | 3.8†                                              | 300                        | 21             | 3.7           | 9.9 (2 до 14)            |
| Евроазијска црвена веверица (Sciurus vulgaris) | 14.8†                                             | 600                        | 38             | 2.0           | 5.0 (1 до 10)            |
| Дугорепа чинчила (Chinchilla lanigera)            | 17.2†                                             | 642                        | 111            | 2.0           | 2.0 (1 до 6)             |
| Заморац (Cavia porcellus)                     | 12.0                                              | 728                        | 68             | 5.0           | 3.8 (1 до 8)             |
| Барски дабар (Myocastor coypus)                | 8.5†                                              | 7,850                      | 131            | 2.4           | 5.8 (3 до 12)            |
| Капибара (Hydrochoerus hydrochaeris)                    | 15.1†                                             | 55,000                     | 150            | 1.3           | 4.0 (2 до 8)             |

## Анатомија
Облик тијела глодара је углавном врло сличан, осим малог броја изузетака, који су због прилагођавања посебним условима живота развили и неке посебне тјелесне особине (одскочне ноге, ноге за копање, летне кожице и сл.).

### Вилица
Најважнија особина вилице глодара су повећани сјекутићи горње и доње вилице.
Глодари имају 16 или 20 трајних зуба, при чему већина врста ни нема млијечне зубе (осим врста из надпородице Cavioidea, којима израсту трајни зуби још прије него што се окоте). У свакој половини вилице имају по један сјекутић (Dens incisivus), који се још назива и „зуб глодавац“. Доњи сјекутићи су најчешће дужи од горњих. Иза њих долази празан простор који се зове дијастема, а очњаци им нису развијени.
Зуби глодара по правилу немају коријен. Према мјесту израстања зуба имају зубну шупљину и расту током цијелог живота. За разлику од њих, кутњаци имају ограничен раст.

## Начин живота
Већина глодара су ноћне животиње или су активне у сумрак, али се могу срести и током дана. Живе појединачно или у групама које у случају голе кртице могу имати и више од сто јединки. Глодари живе у свим животним условима, укључујући и високе крошње (нпр. вјеверица). Нема их једино на Антарктику и неким мањим острвима.
Глодари су врло битни у већини екосистема, јер се брзо размножавају што их чини вриједним извором исхране за многе предаторе, као и преносиоцима полена исл.

## Поријекло имена
Име „глодари“ потиче од особине глодара да морају читав живот да глођу, јер им читав живот расту зуби, па морају да их троше. Латински израз Rodentia је настао на сличан начин, од ријечи rodere (глодати) и ријечи dens (зуб).

## Систематика
- Подред 
  - Породица 
  - Породица
- Подред 
  - Натпородица 
    - Породица Castoridae: дабар

  - Натпородица 
    - Породица Geomyidae: амерички глодар рупар
    - Породица
- Подред 
  - Породица 
  - Инфраред 
    - Породица 

  - Инфраред 
    - Породица '
    - Породица 
    - Породица 
    - Породица 
    - Породица 
    - Парворед Caviomorpha
      - Породица †Heptaxodontidae
      - Породица 
      - Породица 
      - Породица Caviidae: морско прасе...
      - Породица Chinchillidae: чинчиле, ...
      - Породица 
      - Породица 
      - Породица 
      - Породица 
      - Породица Hydrochoeridae: капибара
      - Породица 
      - Породица
- Подред 
  - Натпородица 
    - Породица 

  - Натпородица 
    - Породица Calomyscidae: мишолики хрчак
    - Породица Cricetidae: хрчак, амерички пацов, амерички миш, ...
    - Породица Muridae: обични мишеви и пацови, скочимиш, ћубасти пацови, ...
    - Породица '
    - Породица 
    - Породица
- Подред 
  - Породица Aplodontiidae: планински дабар
  - Породица Gliridae (познате и под називима Myoxidae и Muscardinidae)
  - Породица Sciuridae: вјеверица, текуница, мрмот, ...